# نزار سليم
نزار سليم علي عبد القادر الخالدي (15 مارس 1925 -13 مايو 1983) هو قاص ودبلوماسي وكاركتير ورسام وفنان تشكيلي عراقي، هو شقيق الفنان جواد سليم.

## حياته
ولد نزار سليم في 15 مارس/آذار 1925 في أنقرة، تركيا، لأبوين عراقيين، وفي أسرة كل أفرادها فنانون، والده الحاج محمد سليم، عادت اسرته إلى بغداد في عام 1927 للسكن في محلة جديد حسن باشا، أكمل دراسته الإبتدائية والثانوية في بغداد، تخرج من كلية الحقوق عام 1952، درس في معهد الفنون الجميلة ثلاث سنوات، عُيّنَ في بداية حياته كاتب طابعة في وزارة الخارجية العراقية، ثم سافر الى الصين لفترة ودرس على يد الفنان شو، وترجم هناك عدة مسرحيات صينية، ثم عاد الى بغداد عام 1971 وعُيّنَ في عام 1973 مديراً عاماً في وزارة الثقافة والإعلام للفنون الجميلة.
كون مع فنانين آخرين جماعة عرفت بجماعة الوقت الضائع، الذين افتتحوا مقهى أسموه مقهى (واق واق)، أصدر مجموعته القصصية الأولى ضمن منشورات الجماعة بعنوان (أشياء تافهة) عام 1950، ثم أصدر مجموعة (فيض) عام 1952، ومسرحية "اللون المقتول" عام 1953، ومجموعة (رغم كل شيء) عام 1971، وألف كتاب في المسرح الصيني، وترجم مسرحية أوجين أونيل "الصبي الحالم"، وأيضاً مسرحية بحيرة الزيتون.
أقام أول معرض شخصي له في بون عام 1955، ثم أقام المعرض الشخصي الثاني في بغداد عام 1958، أما معرضه الثالث فقد أقامه في الخرطوم حيث كان يعمل فيها ضمن السلك الدبلوماسي، والمعرض الرابع في ستوكهولم، وأقام معرضاً شاملاً عام 1979. في عام 1979 احتفت به وكرمته وزارة الثقافة والإعلام وأقامت له معرضاً شاملاً لأعماله. ترك الكثير من المخطوطات منها مسرحية ذات ثلاثة فصول وقصة (ظل الشرفة)، ومقالات نقدية وكتاباً عن فن الكاريكاتير.

## وفاته
توفي إثر نوبة قلبية في 13 مايو 1983 ودفن إلى جوار أخيه جواد سليم في مقبرة الخيزران.